# マイクロコンピュータ

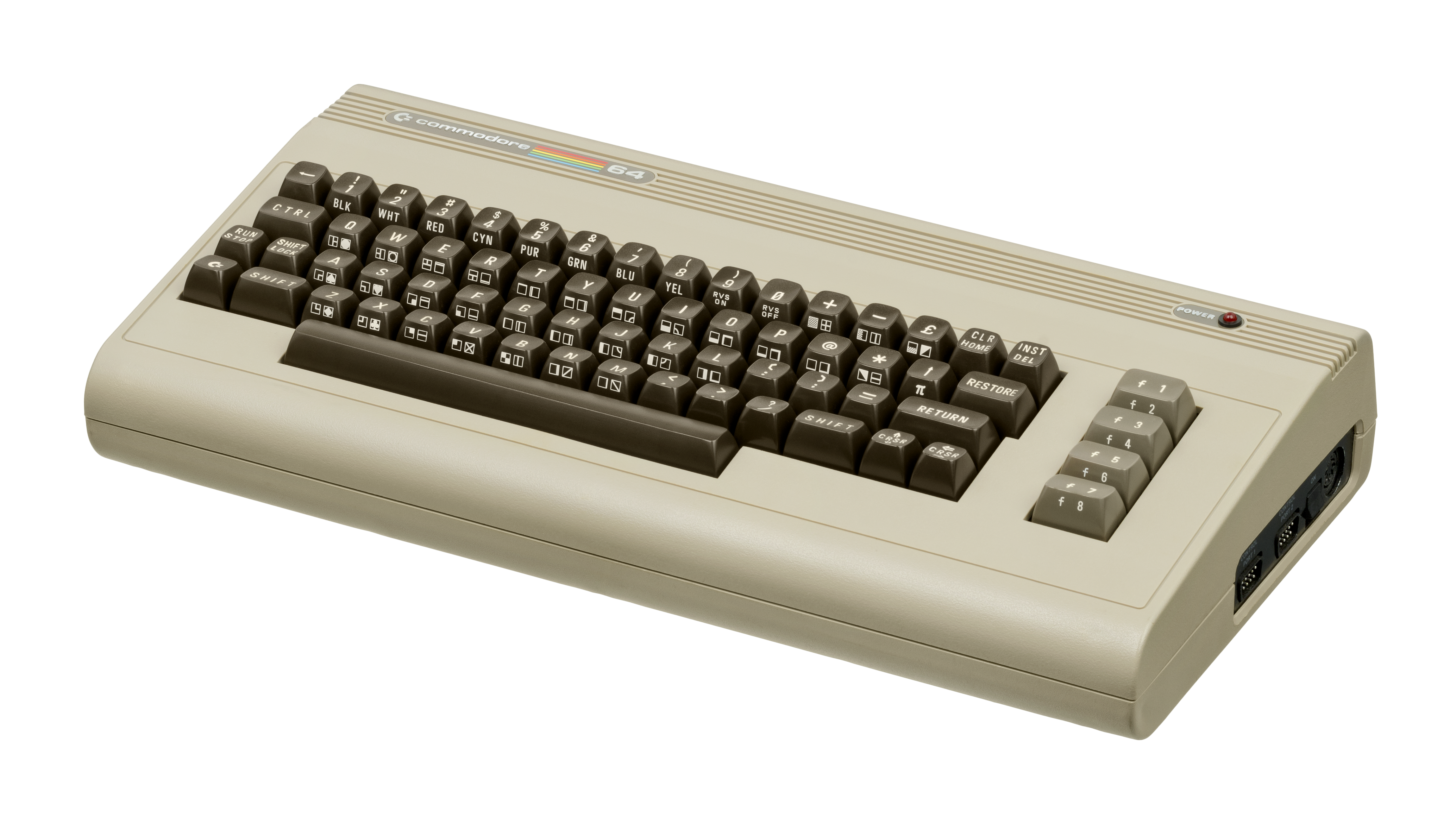
コモドール64はその時代最も人気のあったマイクロコンピュータのひとつであり、歴史上最も売れたホビーパソコンである。テレビ受像機に接続して使用する。

マイクロコンピュータ（英語:microcomputer）、略してマイコンはCPUとしてマイクロプロセッサを使用したコンピュータである。マイクロコンピュータは当時のメインフレームやミニコンピュータと比較して物理的に小さかった。入出力のためのキーボードとスクリーンを装備した多くのマイクロコンピュータは、現代の一般的な感覚におけるパーソナルコンピュータに近い。
なおマイコンという呼び方は1970年代から1980年代にかけて一般的であったが、同様な製品を現在はパソコンと呼ぶ。

## 起源
1956年7月に出版されたファンタジイ・アンド・サイエンス・フィクション誌にあるアイザック・アシモフの短編小説"The Dying Night"（やがて明ける夜）の中でマイクロコンピュータという用語が見られる。「マイクロ」という語が使われるようになったのは、集積回路によるいわゆるマイクロプロセッサ（それ自体を指してマイクロコンピュータと言うこともある）の登場によるところが大きい（登場当初の頃、チップ1個に集積できたのはコンピュータのCPUの機能だけだったこともあり、「コンピュータと呼ぶのは誇大だ。プロセッサと呼ぶべきだ」というような議論もあったが、大量生産による急激な一般化による「革命」とも言われたブーム（en:Microcomputer revolution）と、実際にコンピュータの全機能を詰め込んだワンチップマイコンの登場により、無意味な議論となった）。
最初期のモデルはユーザが組み立てるキットとして販売されることが多く、自作もされた。最初期のありがちなスペックでは、たった256バイトのRAMしか持たず、入出力装置はインジケータライトとスイッチのみであった。ワンボードマイコンのような基板1枚のものもある。しかし、マイクロコンピュータと半導体メモリが1970年代前～中期に安くなっていくにつれて、マイクロコンピュータはどんどんより速く、より安価になって行った。結果、1970年代末期と1980年代初め、爆発的な人気を得た。
多くのコンピュータメーカーは中小企業向けのマイクロコンピュータを開発した。1979年には、クロメンコ、プロセッサ・テクノロジー、IMSAI、ノーススター・コンピューターズ、SWTPC、オハイオ・サイエンティフィック、アルト、モロー・デザインズなどの多くの企業が、工夫に富むユーザー、または中小企業に会計、データベース管理、文書作成などのビジネスシステムを提供するコンサルティングファームのためにデザインされたシステムを生産していた。これは、ミニコンピュータのリースの負担、もしくはタイムシェアリングサービスの利用ができないような会社が、（一般的には）コンピュータを操作するフルタイムのスタッフを雇わずに、仕事を自動化することができるようになった。この時代の代表的なシステムはS100バス、Intel 8080やZ80などの8ビットプロセッサ、CP/MとMP/Mのどちらかのオペレーティングシステムであった。
個人使用のためのデスクトップパソコンが入手できるようになり、性能が向上したことは、より多くのソフトウェア開発者の注意をひきつけた。時間がたち、産業が成熟し、パーソナルコンピュータの市場は、大方MS-DOS（後にはMicrosoft Windows）が動作するPC/AT互換機として規格化された。
現代のデスクトップ、ゲーム機、ノートパソコン、タブレットPC、携帯電話や電卓などのハンドヘルド機器、組み込みシステムは、上記の定義によりすべてマイクロコンピュータの例と考えられるかもしれない。

## この用語の使用
入出力が揃ったコンピュータ一式を指しての「マイクロコンピュータ」という呼称、特に「マイクロ」や「マイコン」という短縮形は、1980年代中ごろから顕著に減少し、現在では一般的ではない。現在では、マイクロコントローラとも呼ばれる、周辺回路や小規模のメモリをワンチップに組込んだ（ワンチップマイコンという語もある）組込みシステムに使われるマイクロプロセッサを指して使われるのが専らである。
「マイコン」という呼称は、最も一般的にはオールインワンの8ビットパソコンないしホビーパソコンと第一世代の中小企業用マイクロコンピュータ（Apple II、コモドール64、BBC Micro、TRS-80など）と関連付けて使用された。現代のマイクロプロセッサベースの多様な製品は「マイクロコンピュータ」の定義には合うが、そのような製品はもはや通常は「マイクロコンピュータ」とは呼ばれていない。なお、「マイコン」という単語は日本で流行し、テレビドラマ『太陽にほえろ!』では石原良純がマイコン刑事というキャラクターを演じた(1984年〜)。
一般的には、「マイクロコンピュータ」という用語は、(一度に)1人の人間が使用するようにデザインされたことを意味するパーソナルコンピュータまたはPCという用語に置き換えられた。IBMは最初、他のホームコンピュータと呼ばれていたマイクロコンピュータや、IBM自身のメインフレームやミニコンピュータと区別するために、「パーソナルコンピュータ」という用語の普及を促した。不幸にも、その用語同様、「パーソナルコンピュータ」と呼ばれたマイクロコンピュータそのものが広く模倣された。IBM PCの構成部品は他メーカーも使用可能な一般的なものであり、PC のソフトウェアであるBIOSもクリーンルーム設計を通じて他の企業にリバースエンジニアリングされることで、同等のものが作られた。IBM PC の「クローン（互換機）」が一般的なものになり、また「パーソナルコンピュータ」や「PC」という用語が世界的に一般化した。

## 説明
モニタ、キーボード、などの入出力のため装置は、本体と一体化している場合も、分離している場合もあった。RAMと、少なくとも1種類の不揮発性のメモリ装置が、一つのユニットとしてのCPUとフロントサイドバス上で結合されていた。マイクロコンピュータシステム全体は、バッテリー、電源回路ユニット、キーボード、および操作者と情報のやり取りをするさまざまな入出力機器（プリンター、ディスプレイ、ヒューマン・インタフェース・デバイス）などで構成される。マイクロコンピュータは1度に1人のユーザが使用するように設計されたが、ハードウェアまたはソフトウェアを修正することで複数のユーザが使用できるようにしたものも多かった。マイクロコンピュータはユーザが容易にアクセスできるように、机やテーブルの上または下に設置された。当時のミニコンピュータ、メインフレーム、スーパーコンピュータなどのより大きなコンピュータは大きなラックや専用の部屋が必要であった。
マイクロコンピュータは、少なくとも一種類の記憶装置（通常はRAM）を装備している。いくつかのマイクロコンピュータ（特に早期の8ビットホームマイクロコンピュータ）はRAMのみを用いて処理を行うが、通常は何らかの補助記憶装置の使用が望ましい。家庭用マイクロコンピュータの初期にはこれはしばしば（外部ユニットとしての）カセットデッキであった。のちに、二次記憶装置（特にフロッピーディスクドライブとハードディスクドライブ）がマイクロコンピュータ自身に組み込まれた。

## 歴史

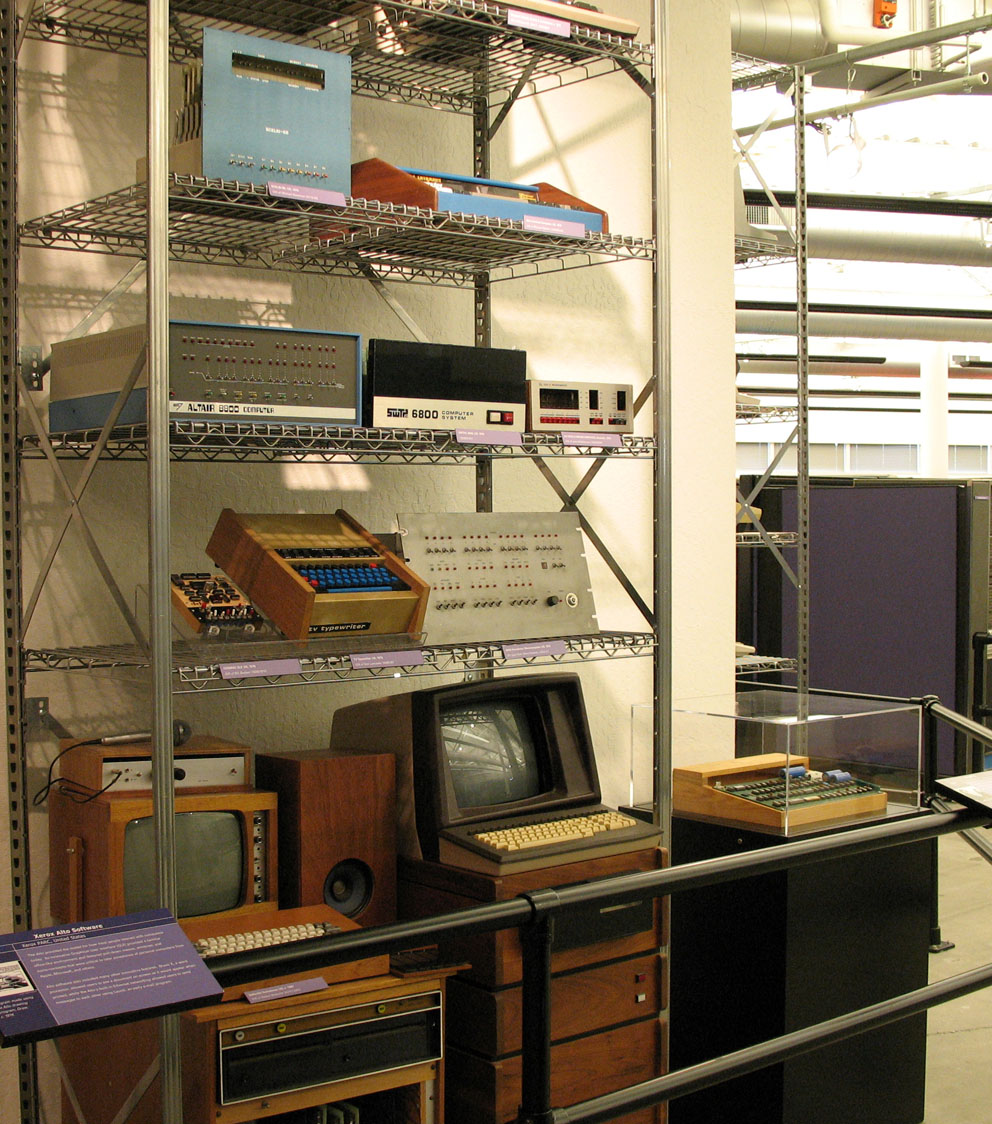
マイクロコンピュータのコレクション。プロセッサ・テクノロジーのSol-20（最上段の右）、MITSのAltair 8800（上から二段目の左）、TVタイプライター（上から三段目の中央）、Apple I（棚から外れた右）

1968年ごろに発売されたヒューレット・パッカードの計算機は、マイクロプロセッサを使用せず、TTLを用いて設計されていたが、マイクロコンピュータと呼べるほどのさまざまなプログラム能力の水準を含んでいた。HP9100B(1968年)は基本的な条件ステートメント(IF)、ステートメントの行番号、ジャンプステートメント（goto文）、変数として使用することの出来るレジスタ、および原始的なサブルーチン機能を持っていた。プログラム言語はさまざまな面でアセンブリ言語と類似していた。後のモデルはよりBASIC言語(1971年のHP9830A)を含む多くの機能を追加した。いくつかのモデルはテープストレージと小さなプリンタを持っていた。しかしディスプレイは1行に制限されていた。HP 9100Aは1968年にサイエンス誌内での広告で「パーソナル・コンピュータ」と称されたが、この広告はすぐに取りやめられた 。
1970年にCTCが開発したDatapoint 2200は、おそらく「最初のマイクロコンピュータ」の最もよい候補である。これはマイクロプロセッサを含まないものの、4004のプログラム命令セットと、8008を基にしたカスタムTTLロジックを使用し、実用的な目的のためにシステムはおおよそ8008を含んでいるかのように動作する。これはインテルがデータポイントのCPUを開発することを担当していたが、20個のサポートチップが必要であったので、CTCが8008によるデザインを拒否したためである
。
別の初期のシステムKenbak-1は1971年にリリースされた。Datapoint 2200のように、マイクロプロセッサの代わりに、統合していないTransistor-transistor logicを用いたが、ほとんどの場合マイクロコンピュータのように機能した。教育用、趣味用のツールとしてマーケティングされたが、商業的には成功せず、発表後すぐに生産が中止された。注目に値する別のシステムは、Micralである。これは1973年にフランスの会社から発表され、8008で動作していた。これはキットではなく、完成品として販売された最初のマイクロコンピュータであった。
1972年、ソードが8008を使ったSMP80/08を製作するが実用化には至らなかった。ソードは、1974年、同年初頭に発表された8080を採用したSMP80/Xシリーズを同年5月のビジネスシヨウで発表した。情報処理学会コンピュータ博物館サイトでは『個人レベルのコンピュータではなかったが，「コンピュータの大衆化」へ向けての大きな第一歩』と評している。 Micralと並び、SMP80/Xも、マイクロプロセッサをベースとした最初期の商用完成品システムであるとされることがある。
初期のマイクロコンピュータはほぼすべて、基本的に、ワンボードマイコンか、ライトとスイッチを持つ箱であった。使用者は、プログラムを作ったり使用したりするために2進数と機械語を理解する必要があった（ただしDatapoint 2200はモニタ、キーボード、テープ・ディスクドライブに基づいた近代的なデザインを持っており、著しく例外的であった）。これらの「スイッチの箱」形式のマイクロコンピュータの中で、MITSのAltair 8800（1975年）は間違いなく最も有名であった。初期の簡潔なマイクロコンピュータのほとんどは電子キット（システムが使えるようになるまではんだ付けする必要があるコンポーネントで詰められたバッグ）として販売された。
およそ1971年から1976年までの期間を、マイクロコンピュータの第一世代と呼ぶことがある。これらのコンピュータは技術開発と趣味人の個人使用のためであった。1975年、プロセッサテクノロジーのen:SOL-20がデザインされた。これはコンピュータシステムの全ての部品を含んだひとつのパーツから構成された。SOL-20はスイッチとライトの列をエミュレートする内蔵のEPROMソフトウェアを持っていた。趣味でコンピュータを扱う人の興味を喚起するということについて、Altair 8800は重要な役割を果たしたと言われる。このことは最終的にマイクロソフトやAppleのような多くのよく知られたパーソナルコンピュータのハードウェアとソフトウェアの会社の設立と成功に至った。Altair自身は商業的にそこそこ成功しただけであったが、のちに巨大な産業の引き金となった。
1977年にはホームコンピュータとして知られている第二世代のマイクロコンピュータが登場した。これらは、しばしば実用的なエレクトロニクスに対する深い知識を必要とした第一世代のものよりはるかに使いやすかった。モニタ（スクリーン）やテレビ受像機と接続することができ、文字や数字をビジュアルに操作できるようになった。プログラム機能は、前世代の機械語そのものより学習と使用が容易であったBASICプログラム言語が標準搭載されるようになった。これらの機能は、当時多くの愛好家やメーカーが慣れ親しんでいたミニコンピュータではすでに一般的だった。
1979年、最初にマイクロコンピュータをコンピュータ愛好家の趣味からビジネスのツールに変えた表計算ソフトであるVisiCalc（最初はApple II用だった）が登場した。IBM PCが1981年にリリースされた後、パーソナルコンピュータという用語は一般的にIBM PCのアーキテクチャと互換のマイクロコンピュータ（PC/AT互換機）のために使用された。